# Pierre-Perthuis
Pierre-Perthuis és un municipi francès, situat al departament del Yonne i a la regió de Borgonya - Franc Comtat. L'any 2007 tenia 122 habitants.

## Demografia

### Població
El 2007 la població de fet de Pierre-Perthuis era de 122 persones. Hi havia 54 famílies, de les quals 16 eren unipersonals (8 homes vivint sols i 8 dones vivint soles), 17 parelles sense fills i 21 parelles amb fills.
La població ha evolucionat segons el següent gràfic:
Habitants censats

### Habitatges
El 2007 hi havia 77 habitatges, 53 eren l'habitatge principal de la família, 22 eren segones residències i 2 estaven desocupats. 68 eren cases i 6 eren apartaments. Dels 53 habitatges principals, 36 estaven ocupats pels seus propietaris, 16 estaven llogats i ocupats pels llogaters i 1 estava cedit a títol gratuït; 3 tenien una cambra, 2 en tenien dues, 11 en tenien tres, 16 en tenien quatre i 21 en tenien cinc o més. 35 habitatges disposaven pel capbaix d'una plaça de pàrquing. A 19 habitatges hi havia un automòbil i a 24 n'hi havia dos o més.

### Piràmide de població
La piràmide de població per edats i sexe el 2009 era:
| Homes | Edats   | Dones |
| ----- | ------- | ----- |
| 0     | 95 o +  | 0     |
| 0     | 90 a 94 | 0     |
| 0     | 85 a 89 | 4     |
| 0     | 80 a 84 | 4     |
| 0     | 75 a 79 | 0     |
| 12    | 70 a 74 | 8     |
| 0     | 65 a 69 | 4     |
| 0     | 60 a 64 | 0     |
| 0     | 55 a 59 | 0     |
| 4     | 50 a 54 | 0     |
| 0     | 45 a 49 | 8     |
| 8     | 40 a 44 | 0     |
| 4     | 35 a 39 | 0     |
| 0     | 30 a 34 | 8     |
| 8     | 25 a 29 | 4     |
| 0     | 20 a 24 | 0     |
| 4     | 15 a 19 | 0     |
| 4     | 10 a 14 | 0     |
| 4     | 5 a 9   | 16    |
| 0     | 0 a 4   | 4     |

## Economia
El 2007 la població en edat de treballar era de 69 persones, 49 eren actives i 20 eren inactives. De les 49 persones actives 45 estaven ocupades (28 homes i 17 dones) i 4 estaven aturades (1 home i 3 dones). De les 20 persones inactives 6 estaven jubilades, 3 estaven estudiant i 11 estaven classificades com a «altres inactius».

### Ingressos
El 2009 a Pierre-Perthuis hi havia 51 unitats fiscals que integraven 122 persones, la mediana anual d'ingressos fiscals per persona era de 14.520,5 €.

### Activitats econòmiques
Dels 4 establiments que hi havia el 2007, 3 eren d'empreses de construcció i 1 d'una empresa d'hostatgeria i restauració.
Dels 3 establiments de servei als particulars que hi havia el 2009, 2 eren guixaires pintors i 1 lampisteria.

## Poblacions més properes
El següent diagrama mostra les poblacions més properes.